# Emotikon (Band)
Emotikon ist ein deutsches Elektropop-Duo, bestehend aus der Sängerin Natalie Malladi-Rao und dem Komponisten Tom Tron.
Der Name der Band leitet sich von den in der Netzsprache populär gewordenen Smileys (Emoticons) ab, durch die man mit wenigen Zeichen Gemütszustände kommunizieren kann.

## Geschichte
Die Band wurde 2011 in Düsseldorf gegründet. 2013 folgte ein Umzug nach Köln.
Im Oktober 2014 wurde der Ausstieg von Mitgründerin Mine Voss bekannt gegeben.
Als neue Sängerin stieß Natalie Malladi-Rao zur Band.

## Diskografie

### Singles
- 2011: Money Isn't Everything
- 2011: When Does My Life Begin

### Alben
- 2012: Emotikon
- 2013: Remixes

## Auszeichnungen
Tom Tron wurde Finalist im John Lennon Songwriting Contest 2012 für den Song When Does My Life Begin? in der Kategorie „Electronic“.